# Heerlijkheid Grevenbroek
Grevenbroek was een heerlijkheid die de plaatsen Achel, Hamont en Sint-Huibrechts-Lille omvatte.

## Geschiedenis

Wapen van Jan van Grevenbroek uit het Wapenboek Beyeren.

Over de vroege geschiedenis van deze heerlijkheid is weinig bekend. Oorspronkelijk ging het om een allodium. Het gebied was bezit van het kapittel van de Sint-Servaaskerk te Maastricht, waarvan een document uit 1139 getuigt. De heren van Boxtel wierpen zich op als voogden van dit kapittel.
De eerst bekende heer was Willem I van Boxtel, die als voogd van het Sint-Servaaskapittel in 1257 enkele bijzondere rechten verkreeg.  Willem III van Boxtel verwierf de heerlijkheid in 1338 in volle eigendom. Hij zou het geweest zijn die de eerste burcht liet bouwen. Zijn dochter Maria en schoonzoon, Dirk van Merheim, verwierven de heerlijkheid in 1356 en verkochten deze in 1360 aan Jan van Hamal. De naam Grevenbroek werd in 1364 voor het eerst vermeld. Ondertussen was Jan V van Arkel prins-bisschop van Luik geworden en in 1380 verkocht Jan van Hamal Grevenbroek aan Robert van Arkel, van Renswoude genoemd, oom van Jan V, die zich daarna Robert van Grevenbroek noemde.
Bij een gewapend conflict met de Luikse prins-bisschop Jan VI van Beieren in 1401 werd de heerlijkheid door hem belegerd en werd burcht verwoest en Robert ontheven, maar zijn zoon Jan van Grevenbroek (geboren omstreeks 1375) werd beleend. Deze trouwde in 1405 met Elisabeth Dickbier. Deze was dochter van Hendrik Dickbier, die heer van Mierlo was van 1374-1410. Vermoedelijk stierf Jan in 1411.
In 1412 werd de heerlijkheid beleend aan Dirk van Pietersheim.
De kinderen van Jan van Grevenbroek waren nog minderjarig. De Grevenbroeks zouden heren van Mierlo worden en door hun toedoen zou daar nog een tragische episode plaatsvinden. In 1424 nam Jans zoon Robrecht de heerlijkheid weer in handen. Zijn zonen Jan en Adriaan van Grevenbroek behielden haar tot in 1488, toen Cornelis van Bergen haar kocht. In 1529 deed zijn zoon, eveneens Cornelis, de latere prinsbisschop van Luik, de verheffing van deze heerlijkheid.
In 1553 werd de heerlijkheid opnieuw verkocht, nu aan Paul van Daele, een rijke Antwerpse koopman die ook heer van Bocholt was. Maar reeds het jaar daarna werd Floris de Montmorency door vernadering de eigenaar en werd de heerlijkheid door zijn plaatsvervanger Godart van Bocholt in bezit genomen. In 1585 ging het gebied, na aankoop door de Luikse Rekenkamer, over op het Prinsbisdom Luik en maakte voortaan deel uit van het ambt Pelt-Grevenbroek. In plaats van een heer werd een drossaard aangesteld.
In 1642 trokken, in het kader van de Tachtigjarige Oorlog, Hessische troepen door Hamont en moesten de bewoners vluchten in de burcht, waar tijdelijk een garnizoen met 20 soldaten werd ondergebracht.
In 1702 werd de burcht verwoest 
In 1771 werden de maalrechten van de windmolen en de Grevenbroekmolen aan de dorpen Achel en Hamont verkocht en in 1776 werd de heerlijkheid in erfpacht gegeven aan de weduwe De Hubens, Catharine de Piron Dewalem de Baelen, die daardoor Vrouwe van Achel en Lille werd. 
De Franse tijd maakte een einde aan de heerlijkheid en de gemeenten Achel, Hamont en Sint-Huibrechts-Lille werden gevormd.

## De burcht
Van belang was de burcht. De eerste burcht werd in 1401 verwoest door de prins-bisschop van Luik Jan van Beieren. Daarop werd een nieuwe burcht gebouwd, waarvan slechts enkele eenvoudige schetsen bewaard zijn gebleven. De burcht werd in 1702, tijdens de Spaanse Successieoorlog, geheel verwoest door Engels-Nederlandse troepen, nadat de Fransen hem als kazerne hadden ingericht. Tegenwoordig is er nog een ruïne van te zien.
De Grevenbroekmolen op de Warmbeek was een banmolen van de heerlijkheid.